# Здзярский, Станислав
Станислав Здзярский (пол. Stanisław Zdziarski; 17 ноября 1878, Тернополь — 2 декабря 1928, Варшава) — польский славист, историк литературы, фольклорист.

## Биография
Родился 17 ноября 1878 года в г. Тернополь (Королевство Галиции и Лодомерии, Австро-Венгрия).
Учился в Первой тернопольской гимназии (в частности, в 1895 году закончил VII класс
Был членом студенческого общества «Академическая читальня», которое образовали студенты Львовского и Краковского университетов. Сотрудничал с журналами «Атенеум», «Люд», «Висла» и др.
Издал биографии поэтов польского романтизма Мавриция Гославского, Северина Гощинского, Иосифа Богдана Залеского.
Автор трудов «Народные элементы в польской поэзии XIX века» (1901), «Из студий над „Украинской школой“», «Народный направление в поэзии» (1900).
Умер 2 декабря 1928 года в г. Варшава, Польская Республика (1918-1939).